# فرودگاه بین‌المللی لاردو
فرودگاه بین‌المللی لاردو (به انگلیسی: Laredo International Airport) یک فرودگاه همگانی بهره‌برداری هوایی با کد یاتا LRD است که یک باند فرود بتن دارد و طول باند آن ۱۸۰۷ متر است. این فرودگاه در شهر لاریدو، تگزاس کشور ایالات متحده آمریکا قرار دارد و در ارتفاع ۱۵۵ متری از سطح دریا واقع شده است.